# Kanton Saint-Renan
Kanton Saint-Renan (fr. Canton de Saint-Renan) je francouzský kanton v departementu Finistère v regionu Bretaň. Skládá se z 12 obcí.

## Obce kantonu
- Le Conquet
- Guipronvel
- Île-Molène
- Lampaul-Plouarzel
- Lanrivoaré
- Locmaria-Plouzané
- Milizac
- Plouarzel
- Plougonvelin
- Ploumoguer
- Saint-Renan
- Trébabu